# Konispol
Konispol là một đô thị trong quận Sarandë thuộc hạt Vlorë, Albania. Dân số năm 2005 là 2218 người.